# 畸形艾蛛
畸形艾蛛（学名：Cyclosa informis）为园蛛科艾蛛属的动物。在中国大陆，分布于海南、广东、云南、浙江、陕西等地。该物种的模式产地在广东、云南、浙江、陕西。